# Friedrich Ernst von Schwerin
Pour les articles homonymes, voir Schwerin (homonymie).
Friedrich Ernst von Schwerin (né le 4 juin 1863 à Kattowitz et mort le 16 août 1936 à Berlin) était un fonctionnaire prussien.

## Origine et famille
Il est issu de la famille noble de Mecklembourg-Poméranie von Schwerin (de). Le père est Alexander Magnus Caesar Eduard Wilhelm von Schwerin, la mère Henriette Emilie Karoline (née Wititch).

## Biographie
Von Schwerin obtient son diplôme d'études secondaires en 1882 à l'Académie de chevalerie de Liegnitz. Il étudie ensuite le droit et les sciences politiques à Tübingen et à Berlin. Au cours de ses études, il devient membre de l'Association des étudiants allemands de Berlin (de). Après avoir réussi les examens pour devenir stagiaire à la cour (1885) et assesseur du gouvernement (1891), il sert comme volontaire d'un an avec le 2e régiment à pied de la Garde et retraité en tant que capitaine de réserve. Von Schwerin travaille comme assesseur du gouvernement pour le gouvernement de Bromberg et est transféré au bureau d'arrondissement de Stade en 1891. Au cours des années suivantes, il change plusieurs fois de lieu de travail et d'autorité. Entre autres choses, il travaille pour le gouvernement à Cologne, la police et le gouvernement à Dantzig. En 1898, il devient administrateur intérimaire et à partir de 1899 administrateur régulier de l'arrondissement de Tarnowitz. En 1905, von Schwerin est nommé conseiller présidentiel principal à Münster. En 1907, il est président du district d'Arnsberg pendant quelques mois avant d'occuper le même poste dans le district d'Oppeln. En 1915, von Schwerin devient finalement président du district de Potsdam et prend sa retraite en 1917. En plus de son travail officiel immédiat, il est conservateur de l'institut d'hygiène de Beuthen.

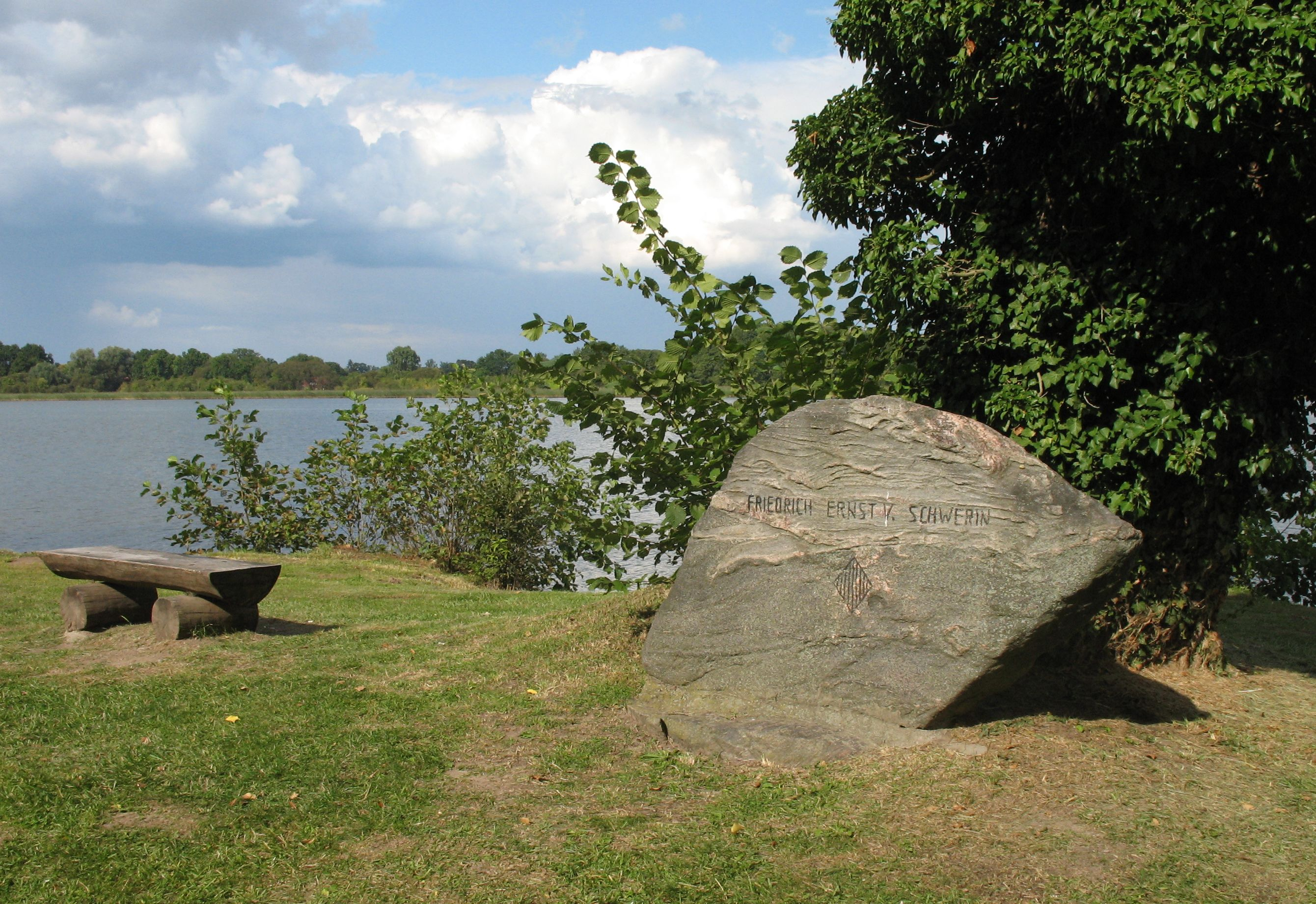
Pierre commémorative à Wustrau

## Honneurs
Von Schwerin reçoit divers ordres et autres distinctions d'État et est citoyen d'honneur d'Oppeln.

## Éditions
- Die Förderung der inneren Kolonisation in der Provinz Brandenburg, insbesondere durch Ausdehnung der Tätigkeit der „Landgesellschaft Eigene Scholle“ auf den Bezirk Potsdam, 1911
- gemeinsam mit Albrecht Freiherr von Houwald: Adelsbuch und Familienverbände. In: „Deutsches Adelsblatt“, XXXVIII. Jahrgang, Berlin 1920, Seite 277–283 (mit Mustersatzung adeliger Familienverbände)